# 西川弘典
西川 弘典（にしかわ ひろのり、1958年〈昭和33年〉11月12日 - ）は日本の実業家。東急不動産ホールディングス代表取締役社長、東急不動産取締役会長。

## 経歴
1958年北海道にて生まれる。1982年慶應義塾大学経済学部卒業後、東急不動産入社。
2004年リゾート事業本部資産企画部統括部長、2010年執行役員総務部統括部長、2016年東急不動産ホールディングス取締役専務執行役員一般管理管掌、2019年東急不動産代表取締役上級執行役員副社長、20年4月より東急不動産ホールディングス代表取締役社長。2021年4月より東急不動産取締役会長。